# Grünewaldt (Adelsgeschlecht)

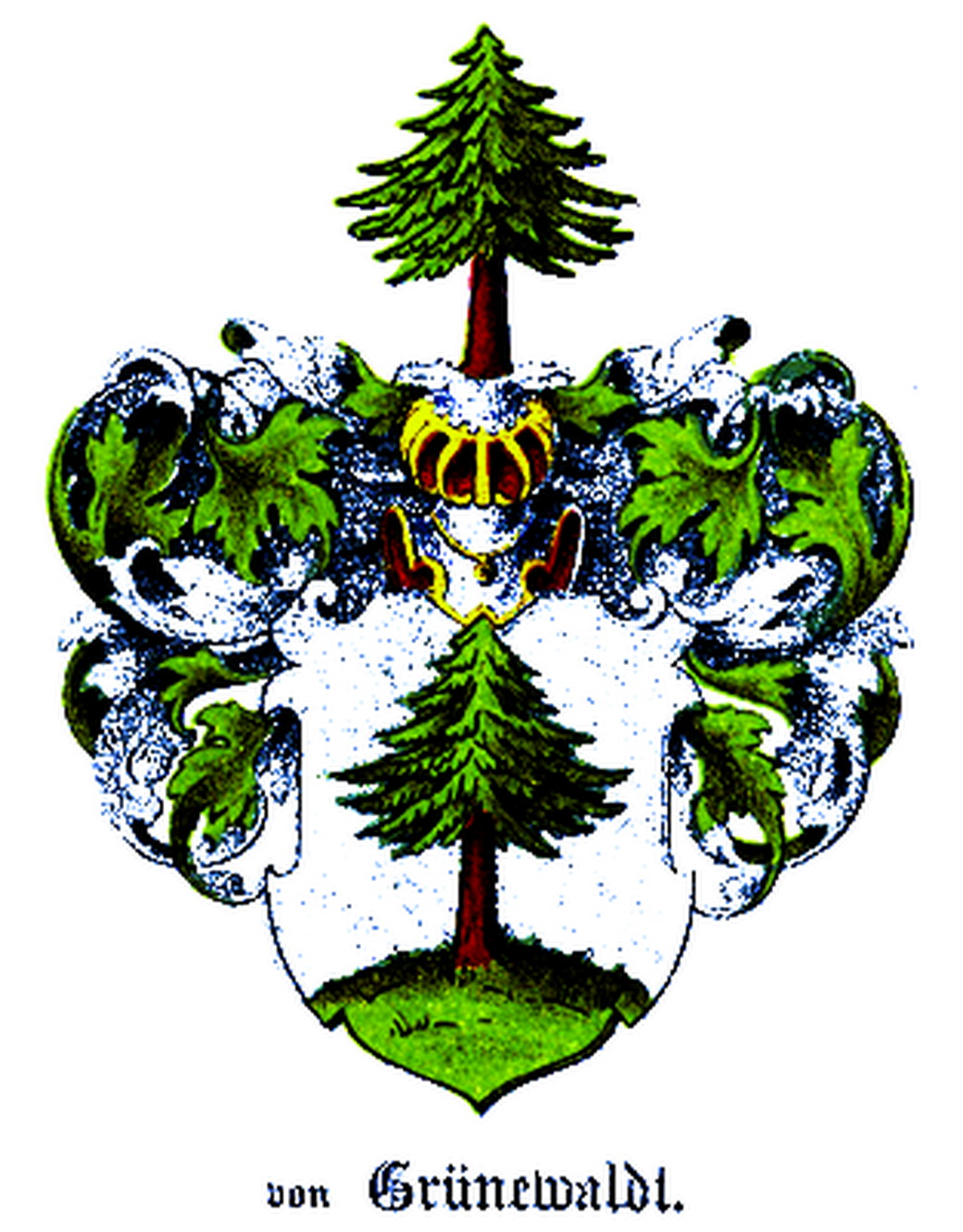
Familienwappen der Adelsfamilie von Grünewald

Grünewaldt, auch Gruenewaldt, ist der Familienname eines deutsch-baltischen Adelsgeschlechts. Die erste urkundliche Erwähnung geht auf das Jahr 1457 zurück und verweist auf eine Güterurkunde zur Zeit des Deutschordensstaates im Baltikum. Die Herkunft der deutschen Heimat lässt sich nicht eindeutig belegen, wird aber nach Georges Baron Wrangells (1866–1927) „Genealogie des Geschlechts von Grünewaldt“ auf das Jahr 1297 zurückgeführt, weiterhin auf sogenannte Erbebücher der Stadt Reval von 1364 in denen „filii Grunewaldis“ eine Immobilie besaß. Familienmitglieder der von Grünewaldts standen im Dienste der schwedischen und kaiserlich-russischen Krone. Im Jahre 1624 erhielten sie vom schwedischen König Gustav II. Adolf (1594–1632) das Adelsprädikat und die Güter Affel und Klein-Goldenbeck (siehe unten) übertragen. Sie wurden 1840 in die kurländische und im Jahr 1818 in die estländische und livländische Ritterschaft immatrikuliert.

## Geschichte
Die baltische Stammlinie beginnt urkundlich mit Jürgen I. Gronewoldt († 1605), der in Estland ansässig wurde. Dieser diente ab 1600 der schwedischen Krone. Ihm folgten im Mannesstamm Jürgen II. von Grünewaldt (1591–1659), Herr auf Affel und Klein-Goldenbeck; Reinhold von Grünewaldt (1637–1694), Herr auf Affel und Goldenbeck; Wolter Reinhold von Grünewaldt (um 1645 – um 1728–1730), Herr auf Affel und Goldenbeck; Georg Bernhard von Grünewaldt (1706–1750), Herr auf Affel; Johann Adam von Grünewaldt (1719–1792) und Georg von Grünewaldt (1763–1817), Herr auf Koik, Affel und Orrisaar (siehe unten).

### Immatrikulation
Georg Bernhard von Grünewaldt (1706–1750) war Herr auf Affel, er beantragte 1742 die Immatrikulation der Familie von Grünewaldt in die Matrikel der Estländischen Ritterschaft. Im Protokoll vom 9. Februar 1745 heißt es hierzu:

„Die Familie von Grünewaldt zeigte die Donations-Briefe Gustavi Adolphi de ao. 1624 et 31. Auf die Güter Affel und Kl.-Goldenbeck an, daß sie bereits der Zeiten adelichen Standes gewesen, wozu noch notorietet kömmt, dahero denn dieses Geschlecht a tempore des geführten Beweises in die Matrikel zu annotieren ist“

Im Jahre 1818 wurde die Familie in ihrer Gesamtheit in die Livländische Ritterschaft eingetragen. Johann Christoph Engelbrecht von Grünewaldt und seine Nachkommen erhielten die Aufnahme in die Kurländische Ritterschaft im Jahre 1840.

## Stammlinie
Johann Georg von Grünewaldt (* 1763 auf Koik; † 1817 in Reval), Herr auf Koik, Affel und Orrisaar, schwedischer Major, Mannrichter, Kreisdeputierter, Landrat ⚭ Anna Christina von Kursell (1769–1842).
- Moritz Reinhold von Grünewaldt (* 1797 auf Koik; † 1877 in Sankt Petersburg), russischer General der Kavallerie
- Unter den drei weiteren Söhnen des Johann Georg von Grünewaldt teilte sich das Geschlecht in drei Häuser auf:

### Haus Hukas
Johann (Iwan) Christoph Engelbrecht von Grünewaldt (* 1796 auf Koik; † 1862 in Sankt Petersburg), Herr auf Hukas, estländischer Ritterschaftshauptmann, Landrat, Zivilgouverneur von Estland, Senator, Geheimrat ⚭ Alexandra von Engelhardt (1801–1874)
- Konrad Moritz Georg von Grünewaldt (* 1825 in Hukas; † 1868 in Minsk), Herr auf Affel, Rittmeister, Verwaltungsbeamter in Minsk, Staatsrat ⚭ Natalie Freiin von der Pahlen-Astrau (1831–1906)
  - Johann Magnus Walter von Grünewaldt (* 1857 in Affel; † 1910 in Dortmund), Herr auf Affel ⚭ Olga Freiin von der Pahlen-Astrau (1856–1919)
    - Konrad Friedrich von Grünewald (* 1884 in Reval; † 1945 in Berlin), Privatdozent an der Technischen Hochschule Karlsruhe ⚭ Marie von Löwenstern (* 1894)
      - Ernst Konrad von Grünewaldt (* 1864 in Minsk; † 1925 in Reval), Oberstleutnant, Staatsrat

  - Anna Katharina Alexandra von Grünewaldt (* 1859 in Affel; † 1913), Oberin einer Stiftung
  - Auguste Elisabeth von Grünewaldt (* 1861), Äbtissin
  - Katharina Sophie Kitty von Grünewaldt (* 1866 in Minsk; † 1917 in Reval), Schriftstellerin und Diakonissin
- Ernst Reinhold Rudolf von Grünewaldt (* 1839 in Hukas; † 1891 in Hasik), Herr auf Hasik, Kapitän zur See ⚭ Gräfin Pauline Stenbock (1846–1927)
  - Johann (Hans) Georg Moritz von Grünewaldt (* 1875 Kronstadt), Herr auf Hasik ⚭ Marie Maydell
    - Johann (Hans) Georg Otto von Grünewaldt (* 1908 in Hasik)

  - Ernst Arthur Peter von Grünewaldt (* 1910 in Hasik)
    - Johann Georg Olaf (* 1877 in Kronstadt) Herr auf Lellefer
    - Johann Georg Peter von Grünewaldt (* 1878 in Ittfer; † 1925 in Hapsal), Kapitän in der finnischen Marine ⚭ Lucie Baronesse Maydell

### Haus Koik

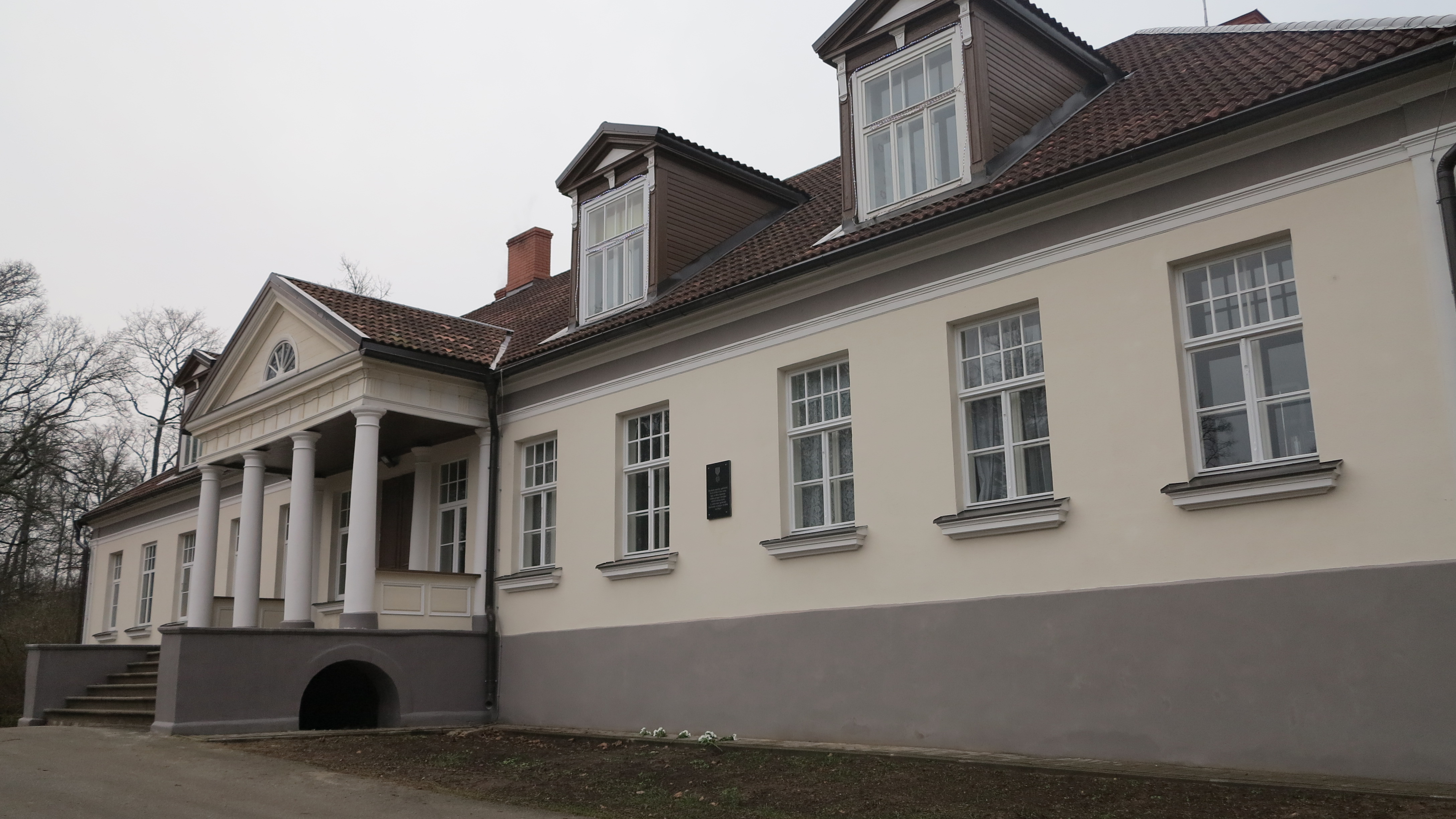
Herrenhaus auf Gut Drobbusch (2013)

Otto Magnus von Grünewaldt (* 1801 in Koik; † 1890 in Reval) Herr auf Koik und Brandten (Estland) Laimetz (Livland), Landrat, Kammerherr ⚭ 1. Ehe Mathilde Freiin von Wolff (1802–1860)
- Johann Georg Gottlieb Gerhard von Grünewaldt (* 1826 in Drobbusch[3], Livland; † 1869 in Stuttgart) ⚭ Bertha von Blanckenhagen (1826–1904)
  - Nikolai von Grünewaldt (* 1853 auf Ramelshof; † 1922 in Stuttgart) Landschaftsmaler
- Johann Georg Moritz von Grünewaldt (* 1872 in Koik; † 1873 auf Madeira), Zoologe, Sekretär der livländischen Ritterschaft ⚭ Maria von Neff (1839–1919)
- Johann Georg von Grünewaldt (* 1830 in Koik; † 1910 in Reval) Herr auf Jerlep, Ammern und Haakhof, Mediziner, russischer Wirklicher Staatsrat ⚭ Beate von Stenbock (1834–1895)
  - Otto Moritz von Grünewaldt (1860–1936), Schriftsteller
- Johann Georg Alexander von Grünewaldt (* 1832 in Koik; † 1916 in Riga), Herr auf Aahof und Bellenhof (siehe unten) ⚭ Margarethe von Anrep (1837–1922)
  - Otto Robert von Grünewaldt (1870–1933), Maler und Graphiker
- Johann Ernst von Grünewaldt (* 1835 in Koik; † 1901), Herr auf Koik und Brandten, Kreisdeputierter, Landrat ⚭ Elisabeth von Grünewaldt

### Haus Orrisaar
Alexander Georg Friedrich von Grünewaldt (* 1805 in Koik; † 1886 in Reval), Herr auf Orrisaar, Landrat, ev.-Luth. Konsistorialpräsident von Estland ⚭ Pauline Ungern-Sternberg (1817–1852)
- Walter Johann Georg Konstantin von Grünewaldt (* 1843 in Wenden (Estland); † 1920 in Orrisaar), Herr auf Orrisaar, Landrat, Präsident des Landratkollegiums ⚭ Adelheid Pilar von Pilchau (1853–1889)
- Otto Arthur von Grünewaldt (* 1847 in Orrisaar; † 1922 in Reval), General der Kavallerie, Oberstallmeister und Chef des Hofmarstallamtes ⚭ Anna von Tiesenhausen (1851–1923)

## Besitzungen
Die Familie Grünewald war in Livland und Estland Besitzer verschiedener Güter und Ritterhöfe:

### Hof Affel
Der Name des Hofes entwickelte sich von 1614 aus dem Dorf Afwel, 1617 in Gut Afwel, 1796 zu Hof Affel und letztlich zu Ahwola. Heute trägt der Hof und das Dorf den Namen Ahula. Von 1859 bis 1885 war die Familie von Grünewaldt im Besitz von Affel, ab 1919 war die Familie von Schilling der Besitzer.

### Aahof und Bellenhof
Der Bellenhof, in der Nähe des ehemaligen Schlosses Neuermühlen, war bis 1781 im Besitz des Generals Franz Johann von Runners, der es an Friedrich Dahl verkaufte. Danach kam der Ritterhof in Besitz von Wilhelm von Blanckenhagen. Dieser verpfändete 1808 den Hof an Carl von Oßmann und verkaufte ihn 1820 an den Landrat Adolph von Wolff. Dessen Sohn Emil von Wolff erbte den Gutshof und verpfändete ihn 1852 an die Brüder Sigismund, Bernhard und Clemens Wolff. Der Bellenhof wurde dem Schloss Neuermühlen zugeschlagen und 1864 an Alexander von Grünewaldt verkauft. 1872 wurden aus Schloss Neuermühlen und dem Gut Bellenhof zwei Güter, dem Aahof und dem Bellenhof.

### Rittergut Goldenbeck
Klein-Goldbeck war das Beigut des Gutes Koluvere/Schloß Lode.

### Gut Orrisaar
Das Gut von Esna/Orrisaar wurde in den 1620er gegründet. Das lange einstöckige Hauptgebäude wurde in mehreren Etappen seit dem 18. Jahrhundert bis in die 1880er Jahre errichtet. Seinen Namen bekam das Gut nach der Adelsfamilie von Essen. Später gehörte das Gut der Familie von Grünewaldt. Etwa einen Kilometer westlich vom Gutszentrum befindet sich die im Jahre 1842 gebaute neogotische Kapelle der Familie von Gruenewaldt.

### Koik

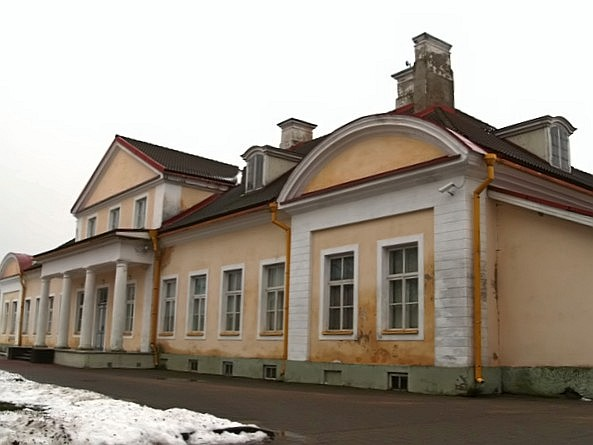
Herrenhaus auf Gut Koik (2008)

Johann Adam von Grünewaldt übernahm in der zweiten Hälfte des 18. Jahrhunderts das Gut Koik. Das frühklassizistische steinerne Hauptgebäude mit barocken Merkmalen wurde 1771 fertig gestellt. Das Hauptgebäude des Gutshofs war ursprünglich mit einem rechteckigen Grundriss und hatte ein hohes Walmdach. Später wurde das Herrenhaus gründlich umgebaut und die gartenseitigen Flügel wurden fertig gestellt.

### Gut Haakhof

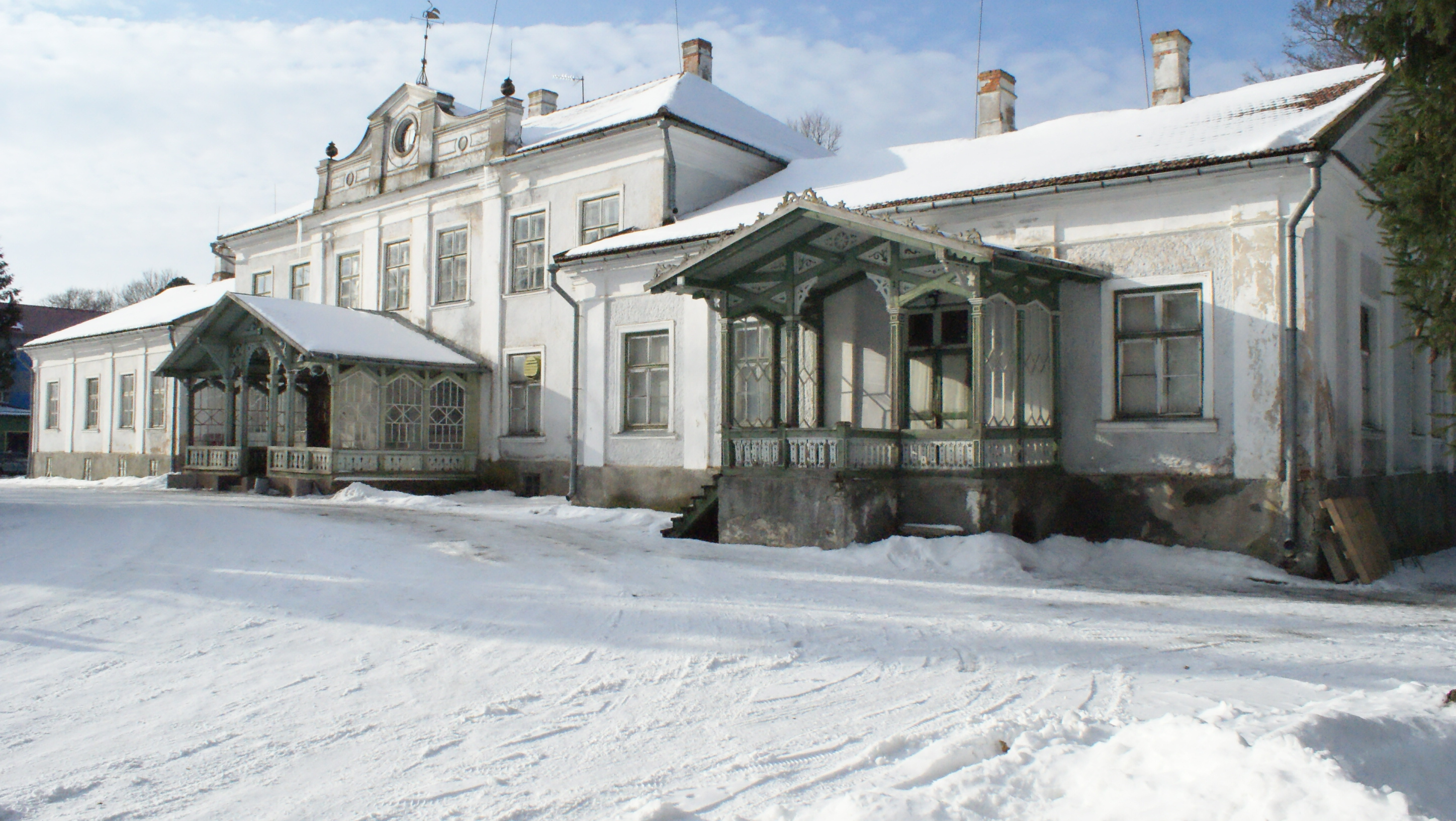
Herrenhaus auf Gut Haakhof

Im Mittelalter war Aa/Haakhof ein Ordensgut; in den späteren Jahrhunderten waren die hauptsächlichen Besitzer die Wangersheimer, von Nasackin und von Gruenewaldt. Das jetzige, zweistöckige Hauptgebäude ist in den 1690er gebaut und im 18.–19. Jahrhundert umgebaut worden. Seit 1923 ist im Gebäude ein Pflegeheim untergebracht.

### Lellefer
Im Jahre 1241 entstand das Dorf Lælleuer, ab 1512 hieß es Lelfer und seit 1694 Nyenhoff. Die Familie Grünewald war bis 1918 Gutsbesitzer von Lellefer.

### Gut Jerlep

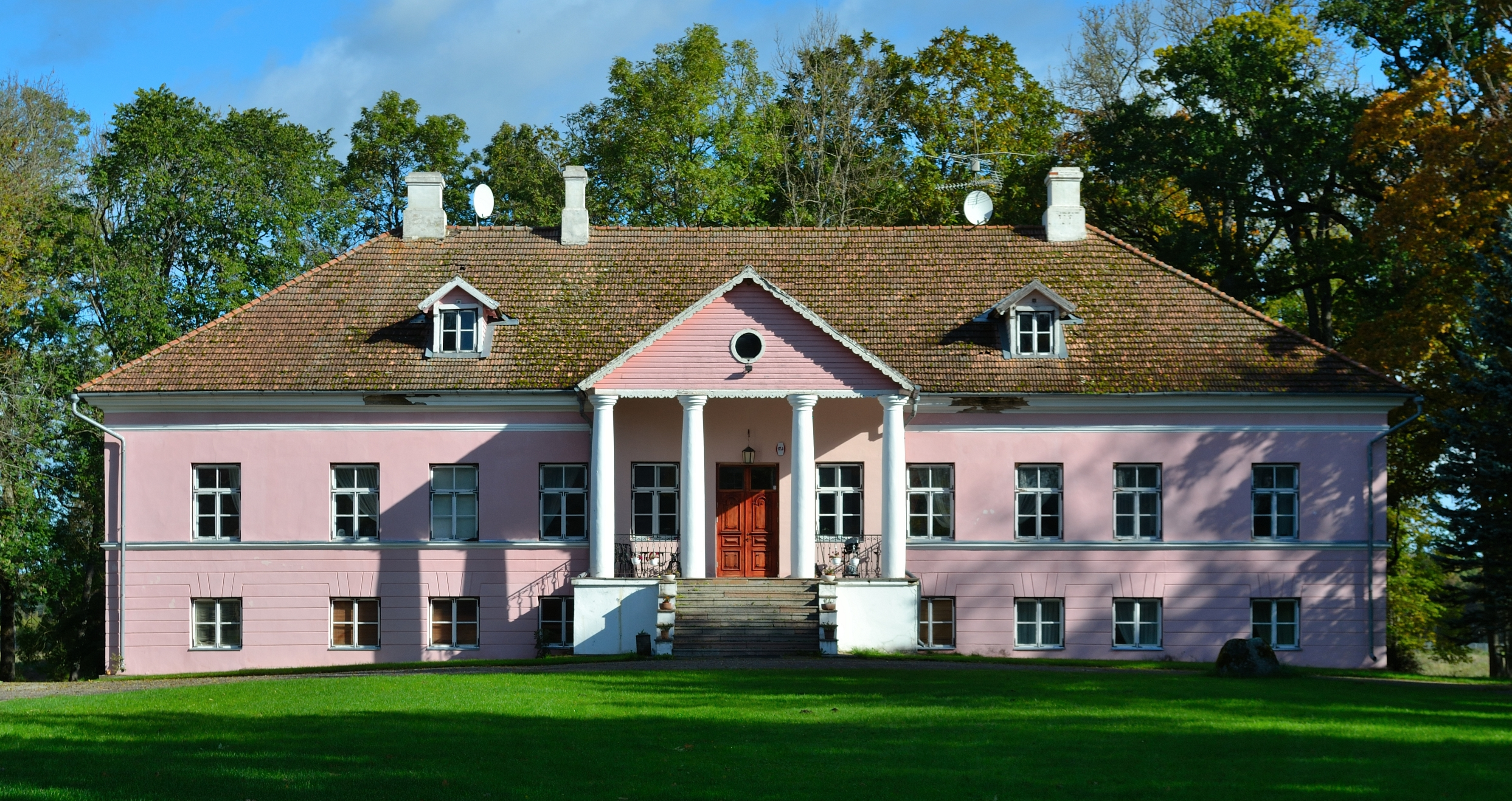
Herrenhaus auf Gut Jerlep

Das Gut wurde im Jahr 1688 gegründet und hatte mehrere Besitzer aus dem baltischen Adel. Das jetzige Gebäude war im klassizistischen Stil erbaut worden und im Jahr 1905 im Zuge der Aufstände zerstört und später restauriert. Neben den Grünewaldts war der berühmteste Bewohner des Herrenhauses der Dramatiker August von Kotzebue, der das Anwesen 1804 erwarb. Während seiner Zeit wurde ein kleines Theater auf dem Gut errichtet und Kotzebues Stücke wurden oft aufgeführt.